# Promielocita

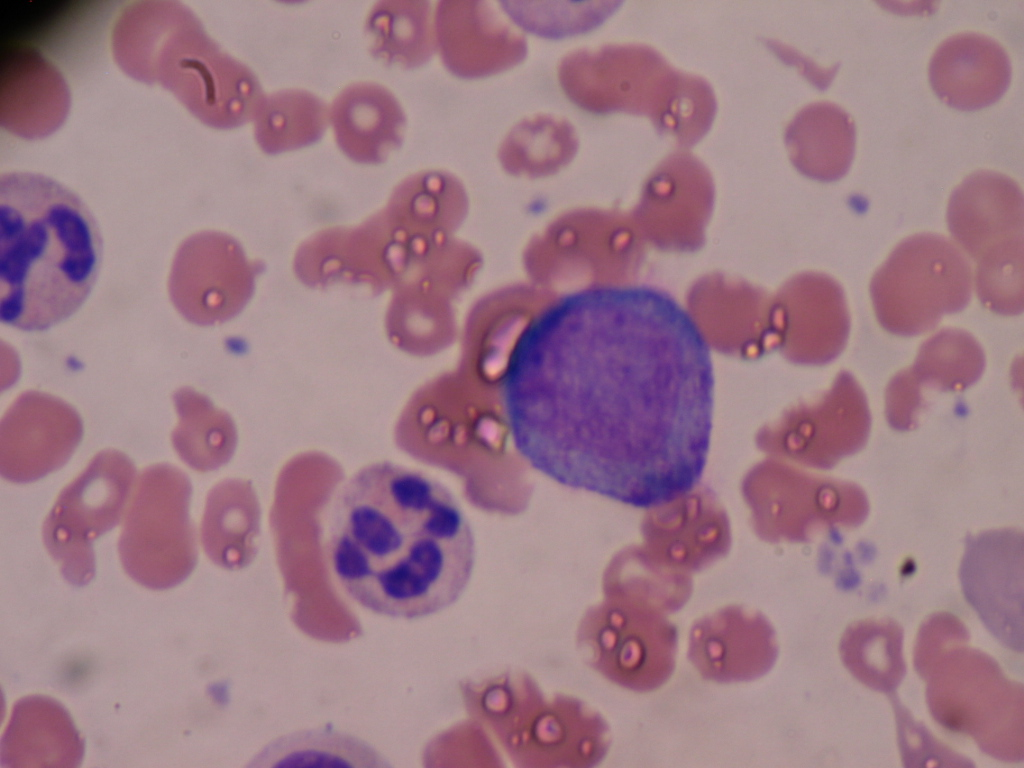
Promielocita in prelievo di midollo osseo

Il promielocita è uno stadio maturativo della linea mieloide, in particolare dei granulociti.
Si trova in uno stadio intermedio tra il mieloblasto e il mielocita.
Ha dimensioni di circa 15-20 µm e presenta una cromatina maggiormente aggregata, nonché una basofilia citoplasmatica ridotta. In questa fase maturativa cominciano a comparire i granuli primari o azzurrofili.